# 圣方济各下层大殿广场
43°04′27″N 12°36′23″E / 43.074111°N 12.606371°E

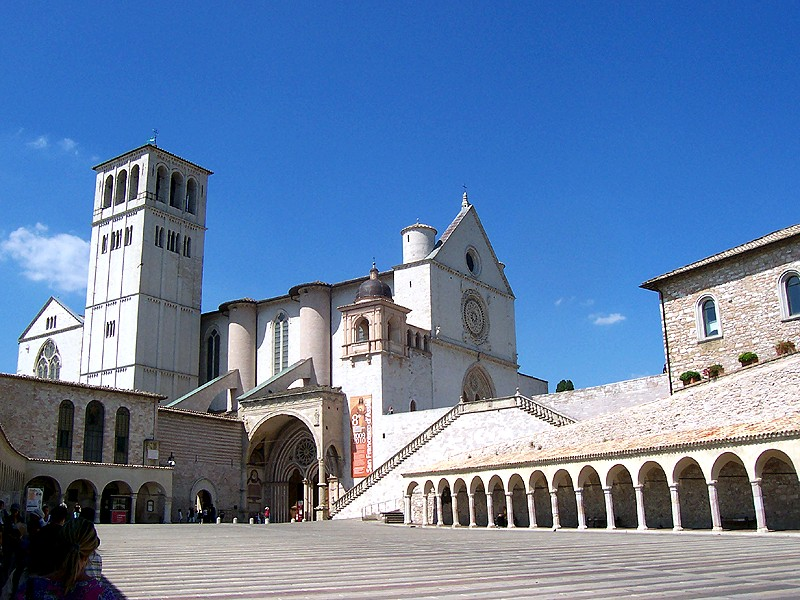

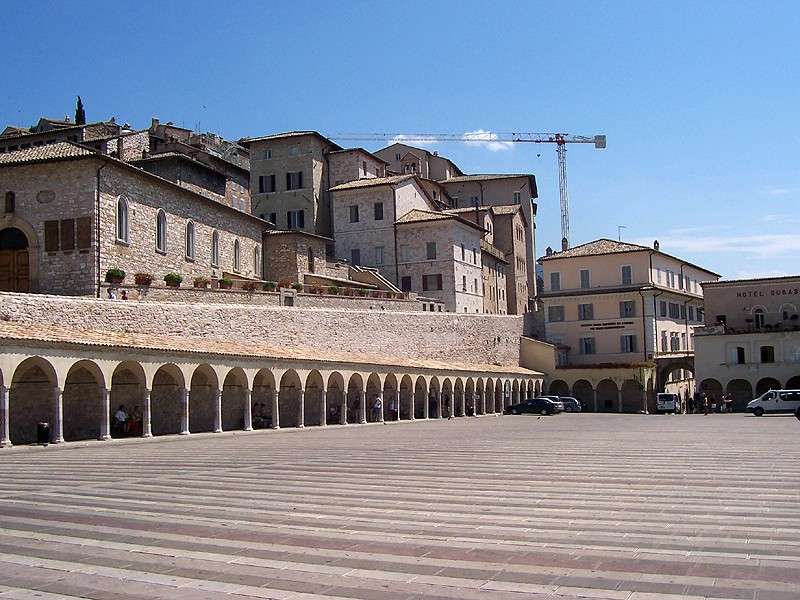

圣方济各下层大殿广场（Piazza inferiore di San Francesco）是阿西西的一个广场，毗邻亚西西的圣方济各圣殿，它通向下层圣殿、神圣修道院（Sacro convento）及圣伯尔纳定堂（Oratorio di San Bernardino）。
广场形成于圣殿兴建之初，其形式在14世纪首次得到确定，按照额我略十一世的要求，兴建商业建筑规范商人的无序涌入。现在的拱廊可以追溯到1474年，当时朝圣香客纷至沓来，小商铺也在这里营业。部分重建于16世纪，在1997年地震中受损。
广场是一个封闭的空间，北侧有陡峭的楼梯和斜坡通往上层广场（建于1731年），周围由拱廊环绕。